# Джеймс Бомон Нілсон

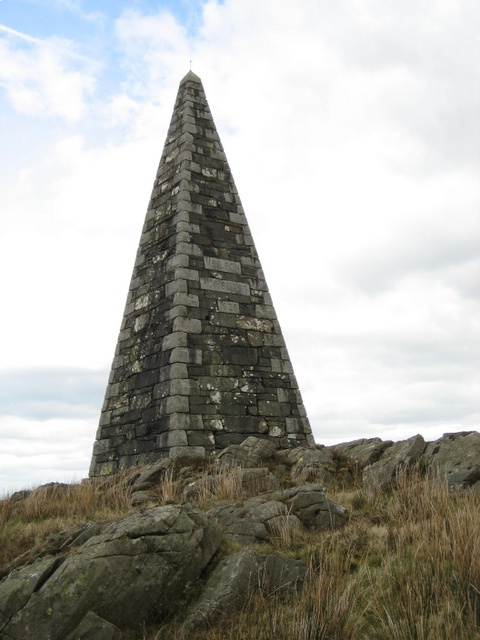
Пам'ятний монумент Дж. Нілсону, встановлений 1883 р. поблизу міста Керкубрі, область Дамфріс-і-Галловей у Шотландії.

Джеймс Бомон Нілсон (англ. James Beaumont Neilson) (22 липня 1792, Шеттлстон, біля Глазго — 18 січня 1865, маєток Квінсхілл (за іншою транскрипцією Квіншилл), біля Керкубрі, графство Керкубрі) — британський винахідник. За походженням шотландець. Першим використав підігрівання повітря (дуття) перед вдуванням його у доменну піч.

## Біографія
Народився 22 липня 1792 року в селі Шеттлстон, біля Глазго. Батько Нілсона був майстром на вугільній копальні у селі Гован неподалік від Глазго. За іншими даними, його батько був заводським майстром. Здобув початкову освіту в парафіяльних школах. З 14 років почав працювати на вугільній шахті у Говані. У 16 років став підмайстром у свого старшого брата Джона і працював з ним три роки. Через нестачу грошей не зміг отримати інженерної освіти. У вільний час самостійно вивчав граматику, креслення й математику.
1814 року влаштувався майстром на шахту у Ірвіні, однак через те, що шахта була малоприбутковою, через три роки звільнився і повернувся у Глазго. В цей час у місті було збудовано перший газовий завод. Нілсон виграв конкурс на посаду майстра, в якому брали участь дванадцять претендентів. Влаштовуючись на роботу на газовий завод Нілсон нічого не знав про виробництво газу, однак він швидко досяг значних практичних і теоретичних знань у професії, незабаром ставши головним інженером заводу. Перший контракт Нілсона на заводі був на п'ять років, однак він пропрацював тут 30 років — до 1847 року. Завод виробляв газ для освітлення вулиць і для приватних споживачів. Нілсон впровадив кілька корисних новацій у виробництво газу і за його перебування на посаді головного інженера завод був одним з найкращих у Шотландії. Влаштувавшись на завод, Нілсон вступив у Інститут Андерсона у Глазго.
У 1825 році почав досліди з вдування у доменну піч гарячого повітря. У 1828 році отримав патент, а у 1829 році здійснив гаряче дуття на заводі Клайд у Шотландії біля Глазго. Його пристрій дозволяв нагрівати повітря до температури 150 °C. Використання у доменній печі замість холодного (тобто з температурою атмосферного повітря) нагрітого лише до 150 °C дуття призвело до зниження питомої витрати кам'яного вугілля, що використовувалося у доменній плавці, на 36 %. Через високу ефективність нагріте повітря дуже скоро отримало розповсюдження. Жодний інший захід за весь час існування доменного виробництва не призвів до такого значного зниження питомої витрати палива, як використання нагрітого дуття. До 1840 року ліцензію на використання нагрітого дуття взяли 58 промисловців у Англії і 13 у Шотландії. Дехто з промисловців намагався використовувати підігріте дуття без ліцензії, через що Нілсон багато судився.
Нілсон був прийнятий у члени Інституту інженерів-будівельників, Хімічне товариство, 1846 року — в Лондонське королівське товариство.
1851 року Нілсон купив маєток Квінсхілл неподалік від міста Керкубрі, куди й переселився.
Був двічі одружений і мав велику сім'ю.
Брат Джеймса Нілсона, Вільям Нілсон, 1836 року заснував у місті Глазго підприємство з виробництва паровозів, що мало назву «Нілсон і Компанія». 1843 року керівником компанії став син Нілсона Вальтер.